# Portiragnes
Portiragnes é uma comuna francesa na região administrativa de Occitânia, no departamento de Hérault. Estende-se por uma área de 20,16 km². Em 2010 a comuna tinha 3 179 habitantes (densidade: 157,7 hab./km²).